# Талеб, Нордин
Норди́н Тале́б (фр. Nordine Taleb; род. 10 июня 1981, Сен-Тропе) — французский боец смешанного стиля, представитель полусредней весовой категории. Выступает на профессиональном уровне начиная с 2007 года, известен по участию в турнирах бойцовских организаций UFC, Bellator, Ring of Combat и др. Участник двух сезонов бойцовского реалити-шоу The Ultimate Fighter.

## Биография
Нордин Талеб родился 10 июня 1981 года в городе Сен-Тропе департамента Вар, Франция. Имеет алжирские корни.
Поскольку смешанные единоборства были запрещены во Франции, в возрасте 25 лет Талеб уехал тренироваться и выступать в Канаду. Проходил подготовку в зале Tristar Gym в Монреале, также является частым посетителем тренировочного лагеря Tiger Muay Thai в Пхукете.

### Начало профессиональной карьеры
Дебютировал в смешанных единоборствах на профессиональном уровне в ноябре 2007 года, выиграв у своего соперника единогласным решением судей. Дрался в небольших канадских промоушенах преимущественно на территории провинции Квебек, из большинства поединков выходил победителем.
В ноябре 2011 года техническим нокаутом победил американца Пита Селла и тем самым завоевал титул чемпиона Ring of Combat в полусредней весовой категории.

### Bellator
Имея в послужном списке шесть побед и только одно поражение, в 2012 году Талеб стал бойцом крупной американской организации Bellator, где отметился победами над такими бойцами как Мэтт Секор и Мэтт Макграт.
Принял участие в гран-при седьмого сезона Bellator в полусреднем весе, но уже на стадии четвертьфиналов был остановлен литовцем Марюсом Жаромскисом.

### The Ultimate Fighter
В 2014 году Нордин Талеб участвовал в двух сезонах популярного бойцовского реалити-шоу The Ultimate Fighter, однако в обоих случаях выбыл из борьбы уже на предварительных этапах.

### Ultimate Fighting Championship
Несмотря на неудачные выступления в шоу TUF, в том же 2014 году Талеб всё же получил возможность выступить на турнире крупнейшей бойцовской организации мира Ultimate Fighting Championship, в двух первых поединках по очкам взял верх над Виком Груичем из Австралии и Ли Цзинляном из Китая.
В 2015 году единогласным решением выиграл у Криса Клементса, но сдачей проиграл Варлею Алвису.
В марте 2016 года отправил в нокаут бразильца Эрика Силву.
2017 год начал с поражения от Сантьяго Понциниббио, но затем взял верх над Оливером Энкампом и Дэнни Робертсом — в последнем случае заработал бонус за лучшее выступление вечера.
В 2018 году досрочно проиграл Клаудиу Силве и Шону Стрикленду.
В 2019 году единогласным решением победил Кайла Преполека, после чего был нокаутирован Муслимом Салиховым.

## Статистика в профессиональном ММА
| Боёв 22  | Побед 15 | Поражений 7 |
| -------- | -------- | ----------- |
| Нокаутом | 7        | 3           |
| Сдачей   | 0        | 2           |
| Решением | 8        | 2           |

| Результат | Рекорд | Соперник             | Способ                 | Турнир                                                   | Дата             | Раунд | Время | Место                    | Примечание                                                |
| --------- | ------ | -------------------- | ---------------------- | -------------------------------------------------------- | ---------------- | ----- | ----- | ------------------------ | --------------------------------------------------------- |
| Поражение | 15-7   | Муслим Салихов       | KO (удар рукой)        | UFC 242                                                  | 7 сентября 2019  | 1     | 4:26  | Абу-Даби, ОАЭ            |                                                           |
| Победа    | 15-6   | Кайл Преполек        | Единогласное решение   | UFC Fight Night: Iaquinta vs. Cowboy                     | 4 мая 2019       | 3     | 5:00  | Оттава, Канада           |                                                           |
| Поражение | 14-6   | Шон Стрикленд        | TKO (удары руками)     | UFC Fight Night: Volkan vs. Smith                        | 27 октября 2018  | 2     | 3:10  | Монктон, Канада          |                                                           |
| Поражение | 14-5   | Клаудиу Силва        | Сдача (удушение сзади) | UFC Fight Night: Thompson vs. Till                       | 27 мая 2018      | 1     | 4:31  | Ливерпуль, Англия        |                                                           |
| Победа    | 14-4   | Дэнни Робертс        | KO (удары)             | UFC on Fox: Lawler vs. dos Anjos                         | 16 декабря 2017  | 1     | 0:59  | Виннипег, Канада         | Выступление вечера.                                       |
| Победа    | 13-4   | Оливер Энкамп        | Единогласное решение   | UFC Fight Night: Gustafsson vs. Teixeira                 | 28 мая 2017      | 3     | 5:00  | Стокгольм, Швеция        |                                                           |
| Поражение | 12-4   | Сантьяго Понциниббио | Единогласное решение   | UFC Fight Night: Lewis vs. Browne                        | 19 февраля 2017  | 3     | 5:00  | Галифакс, Канада         |                                                           |
| Победа    | 12-3   | Эрик Силва           | KO (удар рукой)        | UFC 196                                                  | 5 марта 2016     | 2     | 1:34  | Лас-Вегас, США           |                                                           |
| Поражение | 11-3   | Варлей Алвис         | Сдача (гильотина)      | UFC 190                                                  | 1 августа 2015   | 2     | 4:11  | Рио-де-Жанейро, Бразилия |                                                           |
| Победа    | 11-2   | Крис Клементс        | Единогласное решение   | UFC 186                                                  | 25 апреля 2015   | 3     | 5:00  | Монреаль, Канада         |                                                           |
| Победа    | 10-2   | Ли Цзинлян           | Раздельное решение     | UFC Fight Night: MacDonald vs. Saffiedine                | 4 октября 2014   | 3     | 5:00  | Галифакс, Канада         |                                                           |
| Победа    | 9-2    | Вик Груич            | Единогласное решение   | The Ultimate Fighter Nations Finale: Bisping vs. Kennedy | 16 апреля 2014   | 3     | 5:00  | Квебек, Канада           | Бой в среднем весе.                                       |
| Поражение | 8-2    | Марюс Жаромскис      | Единогласное решение   | Bellator 74                                              | 28 сентября 2012 | 3     | 5:00  | Атлантик-Сити, США       | Четвертьфинал 7 сезона Bellator в полусреднем весе.       |
| Победа    | 8-1    | Мэтт Макграт         | TKO (удары руками)     | Bellator 67                                              | 4 мая 2012       | 2     | 2:30  | Рама, Канада             | Бой в промежуточном весе 81,6 кг.                         |
| Победа    | 7-1    | Мэтт Секор           | Единогласное решение   | Bellator 64                                              | 6 апреля 2012    | 3     | 5:00  | Уинсор, Канада           |                                                           |
| Победа    | 6-1    | Пит Селл             | TKO (удары руками)     | Ring of Combat 38                                        | 28 ноября 2011   | 2     | 0:53  | Атлантик-Сити, США       | Выиграл титул чемпиона Ring of Combat в полусреднем весе. |
| Победа    | 5-1    | Шимон Бонецкий       | TKO (удары руками)     | UGC 28: Montreal                                         | 1 октября 2011   | 1     | 1:52  | Монреаль, Канада         |                                                           |
| Победа    | 4-1    | Джон Сальгадо        | KO (ногой в голову)    | Eye of the Tiger                                         | 11 июня 2011     | 1     | 2:50  | Монреаль, Канада         |                                                           |
| Победа    | 3-1    | Чед Кокс             | Единогласное решение   | W-1 MMA 6: New Ground                                    | 23 октября 2010  | 3     | 5:00  | Галифакс, Канада         |                                                           |
| Победа    | 2-1    | Дин Мартинс          | TKO (удары руками)     | W-1 MMA 4: Bad Blood                                     | 20 марта 2010    | 2     | 2:54  | Монреаль, Канада         |                                                           |
| Поражение | 1-1    | Гийом Делоренци      | TKO (удары руками)     | XMMA 3: Ring Extreme                                     | 14 марта 2008    | 3     | 3:46  | Викториавилл, Канада     |                                                           |
| Победа    | 1-0    | Луи-Филипп Карл      | Единогласное решение   | XMMA 2: Gold Rush                                        | 24 ноября 2007   | 3     | 5:00  | Викториавилл, Канада     |                                                           |